# Videonovara
Videonovara è un'emittente televisiva locale del Piemonte con sede a Novara.

## Storia
L'emittente nasce nel gennaio 1982 con il marchio Video Novara Commerciale, con copertura limitata alla città di Novara, sotto la gestione del fondatore Massimo Cerutti. Il palinsesto è caratterizzato da film, telefilm, cartoni animati e rubriche di servizio di attualità locali con trasmissioni in diretta.
Nel 1986 viene ceduta alla società Pirenei S.r.l. di Giovanni Previde Prato. L'anno successivo la copertura del segnale viene ampliata, raggiungendo le province di Vercelli, Biella e Verbania. L'emittente televisiva viene ribattezzata Videonovara e assume un'anima meno locale (pur riservando spazi informativi dedicati al novarese e alle altre province) ma più variegata, con l'ingresso in palinsesto dei programmi della syndication Cinquestelle nel 1987.
Nel 1990 l'editore acquisisce Tele Ritmo di Vercelli mentre nel 1993 è la volta di Telebiella, emittenti che entrano a far parte del gruppo Pirenei aggiungendosi all'ammiraglia Videonovara. 
Dopo aver abbandonato la ritrasmissione dei programmi del network Cinquestelle, nel 1994 Videonovara aderisce al circuito Odeon TV, collaborazione tuttora attiva, conservando anche le proprie autoproduzioni.
Col passaggio al digitale terrestre, Videonovara mantiene una programmazione dotata di approfondimenti incentrati sull'attualità, sulla politica, sul territorio, sulla cultura, sullo spettacolo e sullo sport regionale come Il salotto, L'argomento della settimana, Un caffè col sorriso, Obiettivo Valsesia, Varietà, Un libro un'emozione, gli incontri basket (serie A1), calcio (serie C1), e volley delle squadre locali, gli incontri di baseball a cura della federazione italiana, una rassegna stampa mattutina e il Videogiornale con diverse edizioni quotidiane. Inoltre, la rete collabora con la sede Rai di Torino in qualità di partner per la fornitura di servizi giornalistici.
L'amministratore della società è Giovanni Previde Prato, il direttore responsabile delle TV del gruppo è Pietro Previde Prato. La Pirenei è proprietaria di due multiplex digitali in regione, uno a nome Videonovara e l'altro a nome Teleritmo, sui quali vengono veicolati i canali Videonovara (sintonizzabile sulla LCN 86) e Telebiella (LCN 190) ma non Teleritmo, il quale ha cessato le trasmissioni nel 2018 ma ha conservato la LCN 87, sulla quale è ripetuta Videonovara. Quest'ultima è ospite anche in altri multiplex, che diffondono il segnale in gran parte del Piemonte e in alcune province della Lombardia.
Il 20 gennaio 2022, con l'attivazione della nuova rete di EI Towers, aggiudicatario della concessione per la trasmissione del segnale televisivo in Piemonte, l'emittente diventa visibile in tutta la regione al n. 19 del telecomando.
Videonovara è visibile anche attraverso le piattaforme web, social, Smart Tv e IPTV.

## Programmi attuali
- A tutto ovale
- Agrisapori
- Azzurro
- Dentro la notizia
- Epoca
- Ho ragione avvocato?
- Incontro con l'arte
- Incontro con l'autore
- Infinito
- L'argomento della settimana
- Obiettivo Valsesia
- Pianeta Salute
- Pianeta Sport
- Terra Santa
- Un caffè con sorriso
- Un libro un'emozione
- Uomo e motori
- Varietà
- Videogiornale - Rassegna Stampa
- Videogiornale